# Audiatur et altera pars

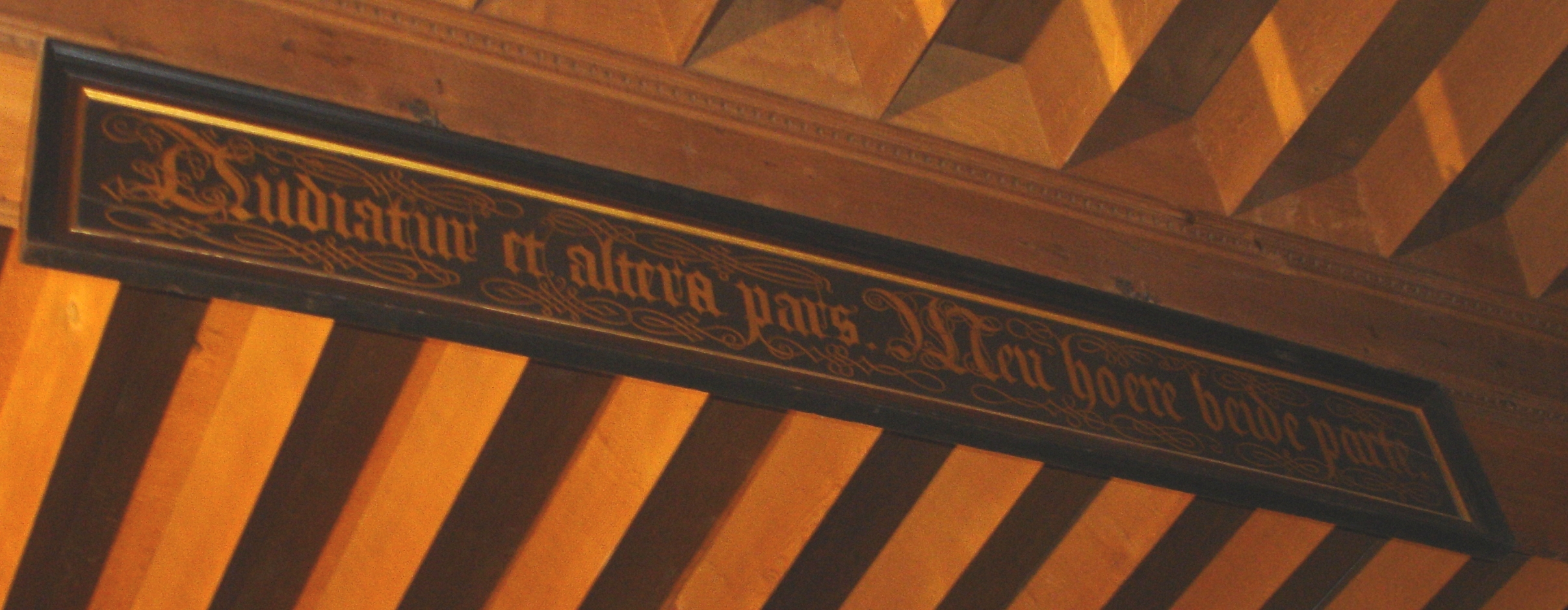
Tafel zur Mahnung der Richter im Friedenssaal des Rathauses in Münster (Westfalen)

Audiatur et altera pars (lateinisch für „Gehört werde auch der andere Teil.“ bzw. „Man höre auch die andere Seite.“) ist ein dem römischen Recht entstammender Grundsatz. Er steht für den Anspruch auf rechtliches Gehör. Der Grundsatz bedeutet, dass der Richter alle am Prozess Beteiligten zu hören hat, bevor er sein Urteil fällt.

## Geschichte
Nach biblischer Überlieferung ist die Anwendung bereits in der Apostelgeschichte des Lukas (Apg 25,16 ) beschrieben. Die Erzählung lässt sich etwa auf das Jahr 60 n. Chr. datieren, sie zeigt damit zugleich die Nutzung in der antiken Rechtsprechung, wenn nicht sogar darüber hinaus. Audiatur et altera pars war als Grundsatz bereits im Recht Griechenlands angelegt. Richter hatten ihn, gemäß der Überlieferung durch den Stoiker Seneca, als Schwurformel anzuerkennen; Seneca hatte den Ausspruch in der Medea eingearbeitet.

„Qui statuit aliquid parte inaudita altera,
aequum licet statuerit, haud aequus fuit.“

„Wer ein Urteil ohne Anhören der zweiten Seite fällt,

ist ungerecht, wenn er auch ein gerechtes Urteil fällte.“

Im Deutschen Recht findet dieser Gedanke seinen Niederschlag in dem aus dem Mittelalter stammenden Rechtssprichwort: „enes Mannes Rede ist nur die halbe Rede, man soll sie billig hören beede“.
Moderne Rechtsordnungen artikulieren audiatur et altera pars als ein zentrales Verfahrensgrundrecht.

## Deutschland
In Deutschland ist audiatur et altera pars als Prozessgrundrecht eingebettet und findet im Art. 103 Abs. 1 des Grundgesetzes seine Entsprechung: „Vor Gericht hat jedermann Anspruch auf rechtliches Gehör.“
Nach der ständigen Rechtsprechung des Bundesverfassungsgerichts besteht der Anspruch auf rechtliches Gehör aus folgenden Elementen: Jedermann muss vor Gericht tatsächlich durch den Richter gehört werden, dieser muss das Gesagte in seiner Entscheidung aber auch tatsächlich und rechtlich berücksichtigen. Dazu müssen die Verfahrensbeteiligten durch gerichtliche Information in die Lage versetzt werden, ihr Vorbringen auch auf die aktuelle Faktenlage auszurichten.
Der Anspruch auf rechtliches Gehör ist nicht zu trennen vom Verfahrensgrundrecht der Rechtsweggarantie, also des Zugangs zu gerichtlicher Kontrolle: Wer formell das Portal des Gerichts passiert hat, soll auch materiell rechtliches Gehör im Prozess erhalten.

### Medienrecht
Auch der presserechtliche Anspruch auf den Abdruck einer Gegendarstellung in Deutschland ist auf diesen Rechtsgrundsatz zurückzuführen. Er wird geregelt durch das Entgegnungsrecht nach Maßgabe der Landespressegesetze, die ursprünglich auf § 11 des Reichspreßgesetzes zurückgehen.